# 沖洲海岸
沖洲海岸（おきのすかいがん）は、徳島県徳島市北沖洲にある紀伊水道に面した海岸である。海岸の一部はマリンピア北緑地として整備されている。

## 概要
市街地に近い貴重な干潟で、東は吉野川河口となっており、吉野川河口北岸には小松海岸となっている。かつては海水浴場として賑わっていたが、1989年（平成元年）にマリンピア沖洲の工事が始まって閉鎖した。
広大な砂浜には現在でもアサリやハマグリ等の貝類の他に、シオマネキ、クルマエビ、アナジャコ等の甲殻類が生息している。それらを餌にシラサギの仲間や、ササゴイ、ハマシギ等の鳥類も生息している。また西日本有数のムシトリナデシコの群落があるなど、多くの生物が生息している。
現在、徳島県のマリンピア沖洲二期工事で埋め立てが計画されており、環境保護などの問題が議論されている。

## 交通
- 徳島自動車道・徳島インターチェンジより車で約15分。